# Only You (Dreamの曲)
「Only You」（オンリー ユー）は、Dreamの22作目のシングル曲。2013年5月29日にrhythm zoneから発売。

## 概要
- 【CD＋DVD】【CD】【ワンコインCD】【ミュージックカード】の4形態で発売[2][3]。
- 2013年3月26日にニューシングルの発売が告知[4]され、4月19日に発売日、収録曲など詳細を発表[3]。Dream名義でのメジャーシングルとしては3作目である。
- 表題曲「Only You」がサマンサタバサ「Samantha × カワイイ × Art」のテレビCMソング[5]に、「MY DAY,ONE WAY'」がCBS／TBS系ドラマ「ムッシュ！」の主題歌[6]にそれぞれ決定し、収録されている4曲中2曲にタイアップがついた。
- Dreamのシングルとしては、「I love dream world」以来のオリコンチャートトップ10入りを果たした。
- ベッキー♪#がMCを務めるTBS系音楽番組「ライブB♪」でのみフルサイズで表題曲が披露された。

## 収録曲

### 【CD＋DVD】
CD
1. Only You
作詞：Jam9、NA.ZU.NA、作曲：Jam9、ArmySlick、編曲：ArmySlick
  - サマンサタバサ「Samantha× カワイイ×Art」TV CM ソング[5]
2. BOOM! BOOM!
作詞：EMYLI、作曲：NA.ZU.NA・EMYLI、編曲：NA.ZU.NA、Kohei Yokono
3. MY DAY,ONE WAY
作詞：MIZUE、作曲・編曲：Jin Nakamura
  - CBS／TBS系ドラマ『ムッシュ!』主題歌[6]
4. Catch A Wave
作詞：Shoko Fujibayashi、作曲：H.SU、NA.ZU.NA、編曲：H.SU、ArmySlick
5. Only You（Instrumental）
6. BOOM! BOOM! (Instrumental)
7. MY DAY, ONE WAY (Instrumental)
8. Catch A Wave (Instrumental)

DVD
1. Only You（Video Clip）
2. Only You（Making Clip）

### 【CDシングル】
1. Only You
2. BOOM! BOOM!
3. MY DAY, ONE WAY
4. Catch A Wave
5. Only You (Instrumental)
6. BOOM! BOOM! (Instrumental)
7. MY DAY, ONE WAY (Instrumental)
8. Catch A Wave (Instrumental)

### 【ワンコインCD】【ミュージックカード】
1. Only You